# Kirkwood (berg)
Kirkwood är ett berg i Antarktis. Det ligger i Sydshetlandsöarna. Argentina, Chile och Storbritannien gör anspråk på området. Toppen på Kirkwood är 460 meter över havet.
Terrängen runt Kirkwood är lite kuperad. Havet är nära Kirkwood söderut. Trakten är glest befolkad. Närmaste befolkade plats är Gabriel de Castilla Spanish Antarctic Station, 4,1 kilometer norr om Kirkwood. 